# María Fernanda Suárez
María Fernanda Suárez Londoño (Bogotá, 1974) es una política y administradora de empresas colombiana. En 2018 fue nombrada Ministra de Minas y Energía de Colombia por el presidente Iván Duque Márquez. Por otra parte, desde el 2023 es Presidenta del Banco Popular.

## Biografía
María Fernanda Suárez es administradora de empresas del CESA y tiene una maestría en Gerencia de Políticas Públicas de la Universidad de Georgetown. Cuenta con más de 25 años de experiencia en los sectores público y privado. Del 2018 al 2020 fue Ministra de Minas y Energía de Colombia. En esta capacidad, diseñó el plan de transición energética del país. También fijó el plan para llevar electricidad a medio millón de colombianos por primera vez. Además, lideró la hoja de ruta de los yacimientos no convencionales en Colombia, estableciendo una estrategia energética diversificada de largo plazo para el país.
Previo a esto, María Fernanda lideró un plan de eficiencia y transformación como Directora Ejecutiva de Finanzas y Estrategia de Ecopetrol, una de las corporaciones más grandes de Latinoamérica. Su dirección estratégica posicionó a la firma entre los jugadores más eficientes en el sector de petróleo y gas en Colombia. Ha ocupado cargos de liderazgo en el Ministerio de Hacienda, Fondo de Pensiones Porvenir, Citibank, Abn Amro y Bank of America. Es miembro del directorio de Organización Corona y Corficolombiana, y anteriormente ha sido miembro de los directorios de ISA, Isagen, Cenit y Ocensa, se desempeñó como presidenta de Accenture Colombia y hoy se desempeña como Presidenta del Banco Popular.[cita requerida]